# 品井沼
品井沼（しないぬま）は、宮城県中部に存在した湖沼である。東西6.5km、南北3km、総面積2500haの巨大な遊水池であったが、江戸時代から行われた干拓事業によって水田化し、昭和期に完全に消滅した。現在はかつての沼の南東部にある品井沼駅などにその名を残す。

## 歴史

### 江戸時代以前
現在の宮城県大崎市から松島町にかけて広がる平野は仙北平野とも呼ばれ、いくつもの低地や低い丘陵地で構成されている。大松沢丘陵と松島丘陵に囲まれる低地は、東側を鳴瀬川の自然堤防で区切られ、ここに北泉ヶ岳を水源とする吉田川や鶴田川が流入して品井沼を形成した。品井沼の水は、東部を流れる小川（こがわ）を通って鳴瀬川と合流し、松島湾へと流れていたが、品井沼と鳴瀬川の間の落差は僅かであったため、増水期には鳴瀬川の水が小川を経て品井沼に逆流し、逆三角州状の堆積地形を形成していた。吉田川や鶴田川以外にも周囲の丘陵から大迫川等の中小の河川も流入しており、品井沼は頻繁に水害を引き起こしていた。
沼の名の「しない」とはアイヌ語で「大きな沢」を意味する「シ・ナイ」に由来するとの説がある。水深は1m〜2m程度、最深部で6mと比較的浅く、鯉や鰻、鯰等の水産資源が豊富で、沼の周辺には漁民が居住していた。

### 江戸時代
品井沼の干拓を最初に発案したのは、品井沼周辺地域を知行としていた仙台藩家老で松山要害館主、茂庭氏である。茂庭氏16代当主の茂庭定元は明暦元年（1655年）、藩に品井沼干拓を願い出て、翌明暦2年（1656年）より干拓事業を開始している。この干拓事業で、最終的に250町歩の干拓に成功したため、品井沼の排水によってさらなる新田の開発が見込まれた。
このような背景から、松島丘陵を貫き品井沼の水を直接松島湾へ流す排水路の開削が計画された。

#### 元禄年間の事業

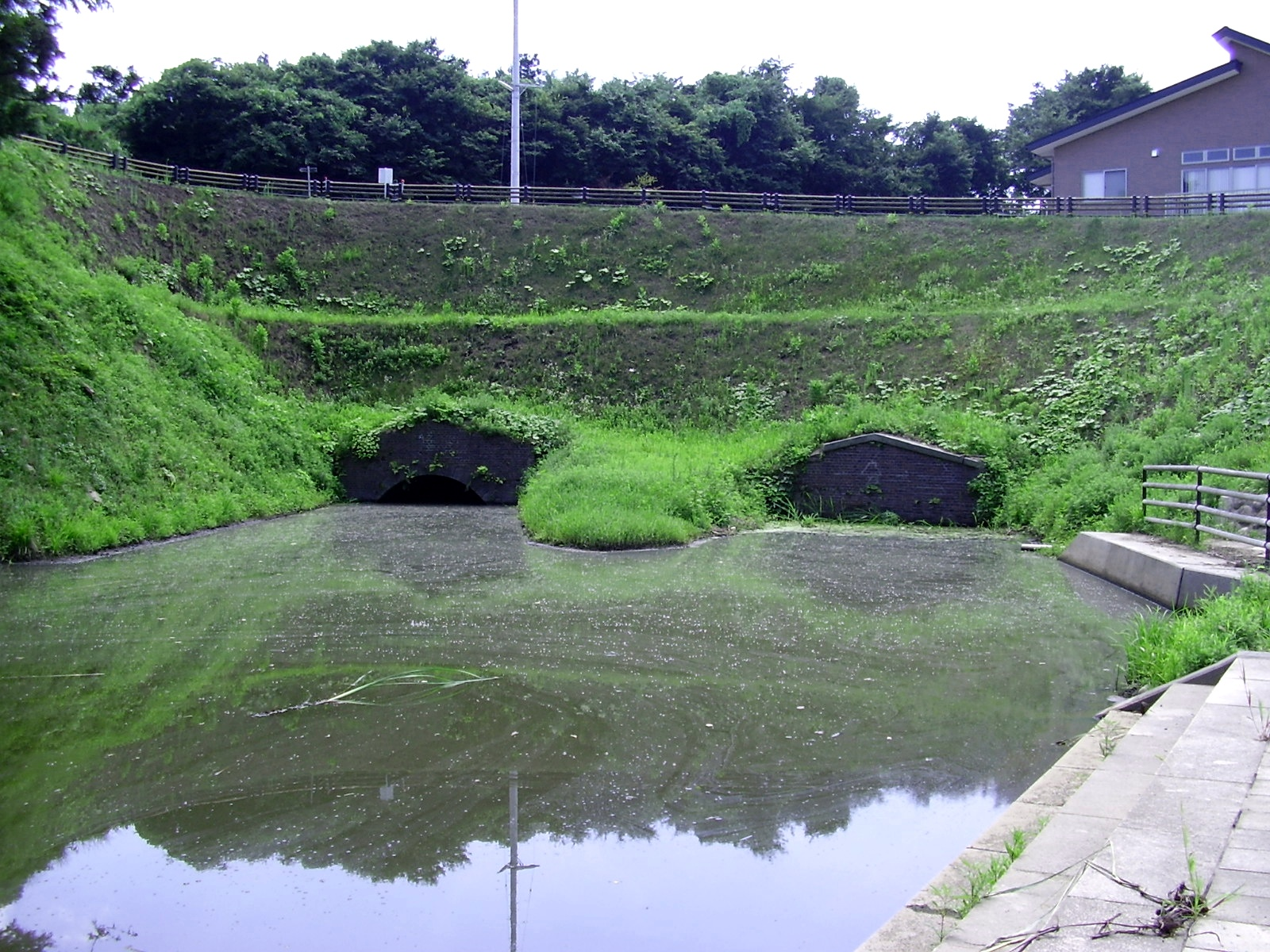
元禄潜穴の穴頭（入口）。2011年8月9日撮影

延宝元年（1673年）から貞享4年（1687年）にかけて、仙台藩により都合三次に渡る測量調査が行われた。この頃になると容易に干拓出来る所は大半が開発済みであり、残りは洪水氾濫が続発するなど、難工事が予想される箇所のみであった。ここに至り、品井沼干拓は一藩士、一地方領主の私営事業から仙台藩の大規模事業へと変貌していった。
延宝元年（1673年）から貞享4年（1687年）にかけて、仙台藩士の我妻六兵衛が総監督となって品井沼一帯の測量にあたった。3回の測量により、品井沼の広さは竪3,560間、横1,560間、坪数555万3,600坪、反別1,851町2反歩（1,835ha）と算出された。この全面積の干拓が成功すれば、下々田で1万4,800石、上々田ともなれば3万1,474石と試算され、中田で2万4,000石の収穫が見込まれた。
測量終了後、仙台藩士の津田民部らは松山茂庭氏と相談し、干拓にあたってこの工事を仙台藩第4代藩主伊達綱村の藩営事業（公共事業）とし、工事期間中は品井沼を仙台藩の直轄地とすること、および工事終了後に茂庭氏に返還することで合意した。この工事の準備には約5年の月日を要した。
元禄6年（1693年）、仙台藩による品井沼干拓事業が始まった。この干拓事業は既成田の水害防止と新田開発を目的としており、その中には元禄潜穴の造成もあった。この干拓事業は元禄11年（1698年）に一応の完成を見、620町歩の干拓に成功した。

#### 元禄排水路
元禄6年（1693年）、仙台藩は品井沼の干拓に着手し、元禄排水路と呼ばれる排水路の築造を開始した。排水の流路は、沼の内より幡谷村明神崎穴頭（現・松島町幡谷明神）（北緯38度25分37.5秒 東経141度4分27.2秒 / 北緯38.427083度 東経141.074222度）までを結ぶ北部平掘、幡谷村明神崎穴頭から根廻村山王穴尻（現・松島町山王前）（北緯38度24分22.2秒 東経141度3分59.6秒 / 北緯38.406167度 東経141.066556度）までを暗渠で結ぶ元禄潜穴（せんけつ）、従来から自然に流れていた浦川（現・高城川）を拡張し根廻村山王穴尻から磯崎浜までを結んだ南部平堀からなる。
| 場所     | 長さ               | 勾配差                | 幅     | 備考                                                |
| -------- | ------------------ | --------------------- | ------ | --------------------------------------------------- |
| 北部平掘 | 960間（1.754km）   | 3尺6寸3分（1.1m）     | 27-54m | 深さ 約2m                                           |
| 元禄潜穴 | 1,418間（2.578km） | 5尺3寸（1.6m）        | 3.6m   | 高さ 2.4m                                           |
| 南部平掘 | 1,688間（3.065km） | 6尺3寸（1.9m）        | 18m    | 深さ 1-2m                                           |
| 合計     | 4,066間（約7.4km） | 1丈5尺2寸7分（4.59m） | -      | 勾配差は100間につき3寸7分5厘5毛5糸（1kmあたり62cm） |

北部平堀の入口には沼の水を誘導するために導水路を掘り、草木の根や枝などが掘に流入することを防ぐために何本もの杭を打ち込んで竹簀を取り付けた。南北の平堀南側には堤防を築き、河口には波による浸食を防ぐために石垣を積んだ。
元禄排水路の工事と同時期に、鳴瀬川から品井沼への逆流を防ぐ工事も行われた。小川と鳴瀬川の合流地点に潜穴（隧道）を4条掘削して、小川の流路を鳴瀬川下流向きに合流するように変更し、小川の河口に水門を設置した。これが後の小川閘門の始まりである。

##### 元禄潜穴の工事

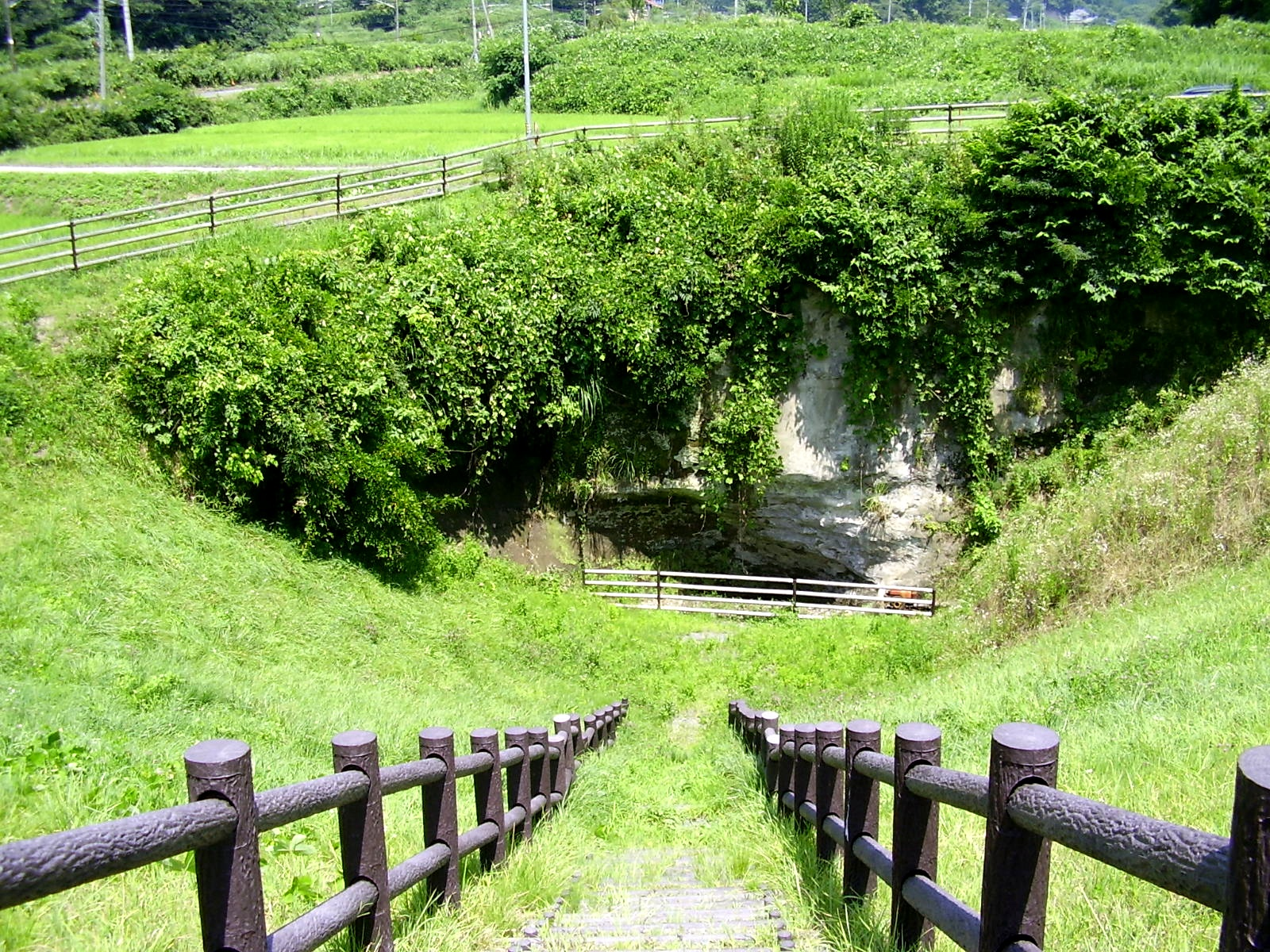
元禄潜穴のずり出し穴跡。2011年8月9日撮影

元禄潜穴付近の地質は凝灰岩を基盤とする強固なものである。潜穴の掘り方は、幡谷村明神崎穴頭から根廻村山王穴尻までの2地点を結んだ線上に10箇所の竪穴を掘り、次いで各竪穴の底から横穴を掘削して連結する方法をとった。潜穴は現状では入口、出口ともに2条存在する。
竪穴は「ずり出し穴」、掘り上げてできた土の山は「ずり出し山」と呼ばれ、現在でも松島町根廻鶴沢付近でずり出し穴の跡を見ることができる（北緯38度24分36.4秒 東経141度4分12.1秒 / 北緯38.410111度 東経141.070028度）。ずり出し穴には掘った土砂や岩石を外へ運び出すために「がん木」という足がかりが7寸（約21cm）おきに設置された。また、土砂が流れ込んだり崩れないように土を積んで固め、その後の潜穴の改修工事で内部にたまった草木や泥をかき出すために再利用された。横穴は幅2間（3.6m）、高さ8尺（2.4m）であり、1日分の仕事の量を示すために1尺から1尺5寸程度の間隔で浅く削られた。
元禄6年（1693年）7月5日、根廻村の肝入清右衛門宅に数々の工事道具が運び込まれた。その4日後には、工事の総監督である大越喜右衛門をはじめ大勢の役人が訪れて起工式が行われた。この工事はほとんど人力によるもので、品井沼沿岸地域の住民10万人が動員されて労役に従事した。
元禄排水路の工事は元禄11年（1698年）に完了し、その後5年間は土地の整理や農民の割り当て、水路の設置などに要した。元禄15年（1702年）6月に藩の直営が解かれ、土地が茂庭氏に返還された。これにより617町歩（595ha）が開田された。

##### 元禄潜穴の改修
元禄潜穴は、記録上では完成から明治時代までの間に享保16年（1731年）、寛保3年（1743年）、延享2年（1745年）、文化4年（1807年）、天保12年（1841年）、文久元年（1861年）の6回にわたって改修工事が行われた。これらはいずれも仙台藩の直営で施工された。
3回目の延享年代の改修後、天明7年（1787年）ごろに潜穴が長さ30間、横50間にわたって崩れ落ち、他の部分も土砂が溜まって全体の3分の2ほどが埋没した。この崩落で元禄潜穴は排水路としての機能を失ったため、4回目の文化年代の改修工事は元禄期の排水工事に並ぶ大改修工事となった。
文化年代の改修工事は文化4年（1807年）11月25日から文化6年（1809年）12月29日までの2年間にわたって行われた。北部平掘は全線にわたって拡張し、南部平掘は杭を打って欠け崩れを防ぎ、土手を新しく築いた。潜穴は新たにずり出し穴を1か所掘り、崩れ落ちた箇所を修復した。この改修工事には周辺の農村に人足が割り当てられ、総計で3万2,284人が工事に従事した。

### 明治時代
明治期になると、江戸時代より続けられてきた品井沼の干拓事業にもかげりが見え始めてきた。原因は元禄潜穴の老朽化で排水機能が低下したことと、それまでの干拓事業が沼地干拓に集中し、吉田川等の河川改修を行わなかったからである。元禄期に行われた工事は水害の抜本的解決にはならず、明治期に入ってからも土砂や草木の詰まりは続いて頻繁に洪水が起こり、元禄潜穴は十分な機能を果たしていなかった。
宮城県令の松平正直は大蔵卿の大久保利通と会談し、1880年（明治13年）7月から9月にかけて、国の補助を受けて元禄潜穴の改修工事を行った。
1882年（明治15年）、松平は内務省のお雇い外国人ファン・ドールンを招き、品井沼の実測調査を行った。この調査の結果、品井沼の干拓には膨大な経費がかかり不可能であるとの結論が出された。

#### 品井沼沿村組合
状況を打開するため、1889年（明治22年）には品井沼沿岸の5村（志田郡鹿島台村〈現・大崎市鹿島台〉、黒川郡大松沢村〈現・大郷町〉、大谷村〈現・大郷町〉、粕川村〈現・大郷町〉、宮城郡松島村〈現・松島町〉）が、元禄潜穴の改修と新たな排水路の開削を目的として「品井沼沿村組合」を結成した。
1895年（明治28年）、品井沼沿村組合は元禄潜穴の改修作業の効率化や土砂の流入防止を目的として、元禄潜穴入口を煉瓦造りにし、入口手前に高さ18尺（約5.4m）、幅16尺（約4.9m）の閘門を設置する工事を開始し、1898年（明治31年）に竣工した。
1899年（明治32年）には、新たな排水路である明治潜穴の開削を目標とする測量・調査が行われた。
1901年（明治34年）5月、志田郡長・宮城郡長・黒川郡長が宮城県知事の小野田元熈に対して新たに品井沼水害予防組合を設けることを陳情し、村単位の事業組合から県と緊密な事業組合へと組織変更された。

#### 小川閘門と明治潜穴

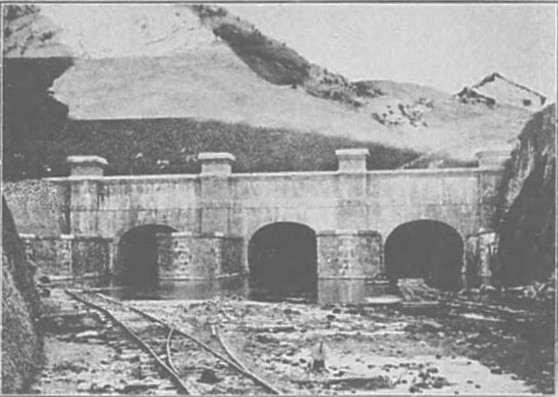
建設中の明治潜穴

1906年（明治39年）4月1日、小川と鳴瀬川の合流点の宮城県宮城郡松島村竹谷二子屋（現・松島町竹谷二子屋、北緯38度26分33秒 東経141度06分35秒））に小川閘門（おがわこうもん）を新設する工事が始まり、同年12月30日に竣工した。この水門は通水部分の高さ1.06m、幅3.64mの4門8扉で、基礎を石造およびコンクリート造とし、上部を木造としていた。門扉は、普段は鳴瀬川に向かって開き、鳴瀬川の水位が上昇して流れが変わると自然に閉じる仕組みであった。
小川閘門の建設と同時期に、元禄潜穴に代わる新たな排水路として明治潜穴（めいじせんけつ）が掘削され、1910年（明治43年）に完成した。これによって小川閘門は不要になり、1913年（大正2年）に扉が取り外された。(呑口の座標北緯38度25分15秒 東経141度03分34秒 / 北緯38.42083度 東経141.05944度、呑尻の座標北緯38度24分33秒 東経141度03分48秒 / 北緯38.40917度 東経141.06333度)

### 大正・昭和時代

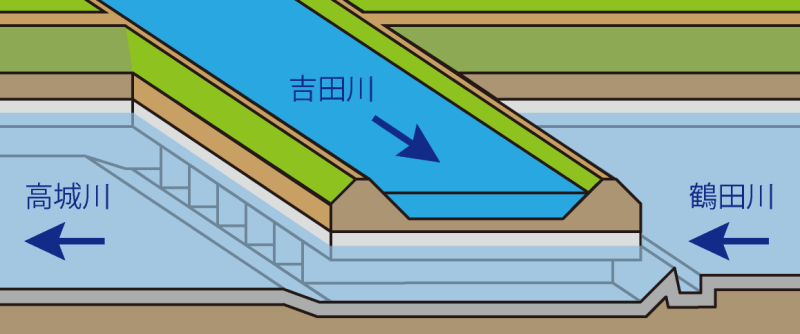
吉田川サイフォンの断面模式図。鶴田川は吉田川の下を潜り抜け、高城川と名を変えて地上に現れる。

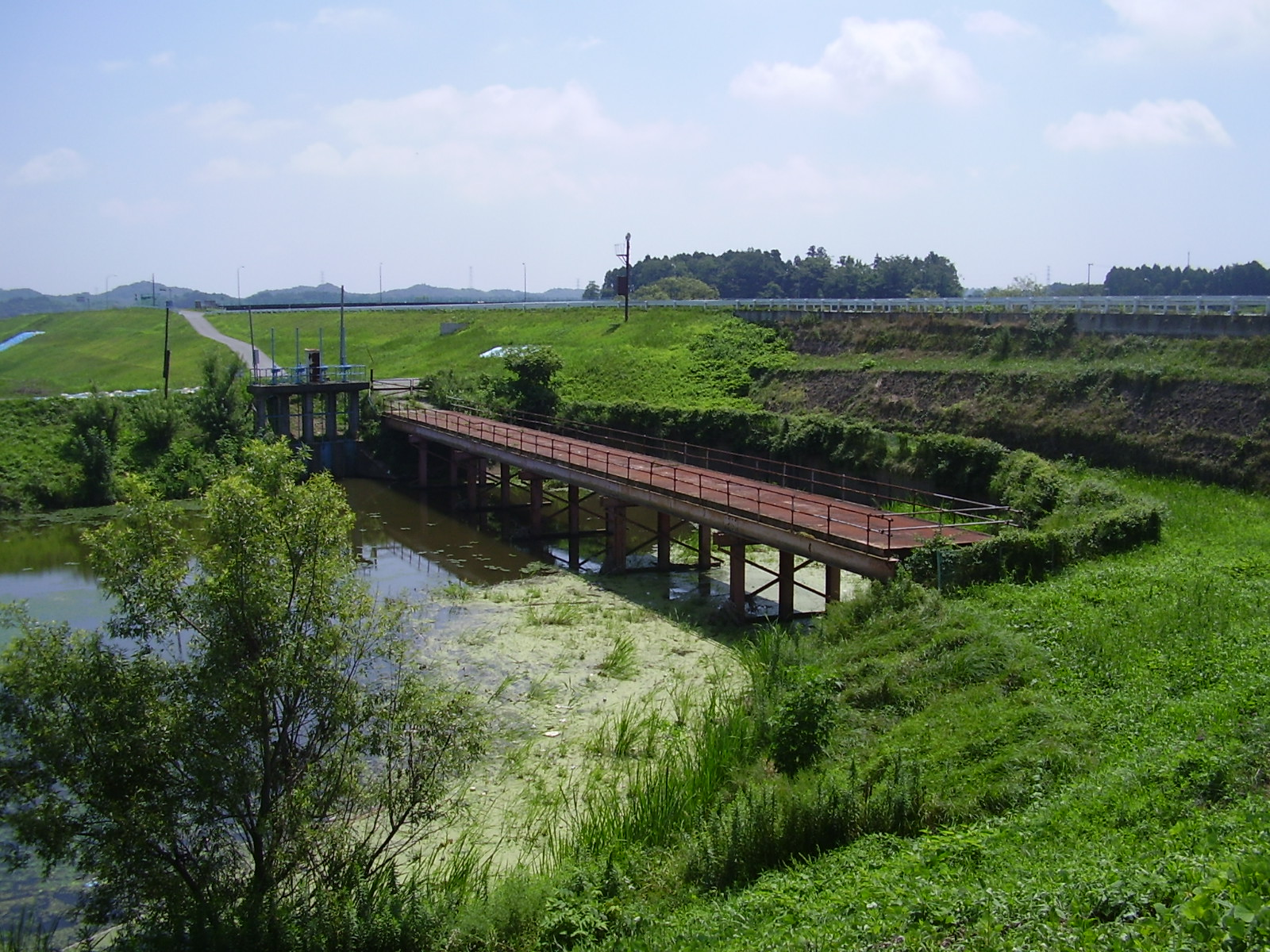
西北側から見た吉田川サイフォンの流入口。画面中央やや上に見えるのが吉田川の堤防で画面右側（西）から左（東）に流れる。手前に見えるのが鶴田川で、画面左（北）から流れ、画面中央やや右側の流入口から吉田川の下へ潜る。（2011年8月9日）

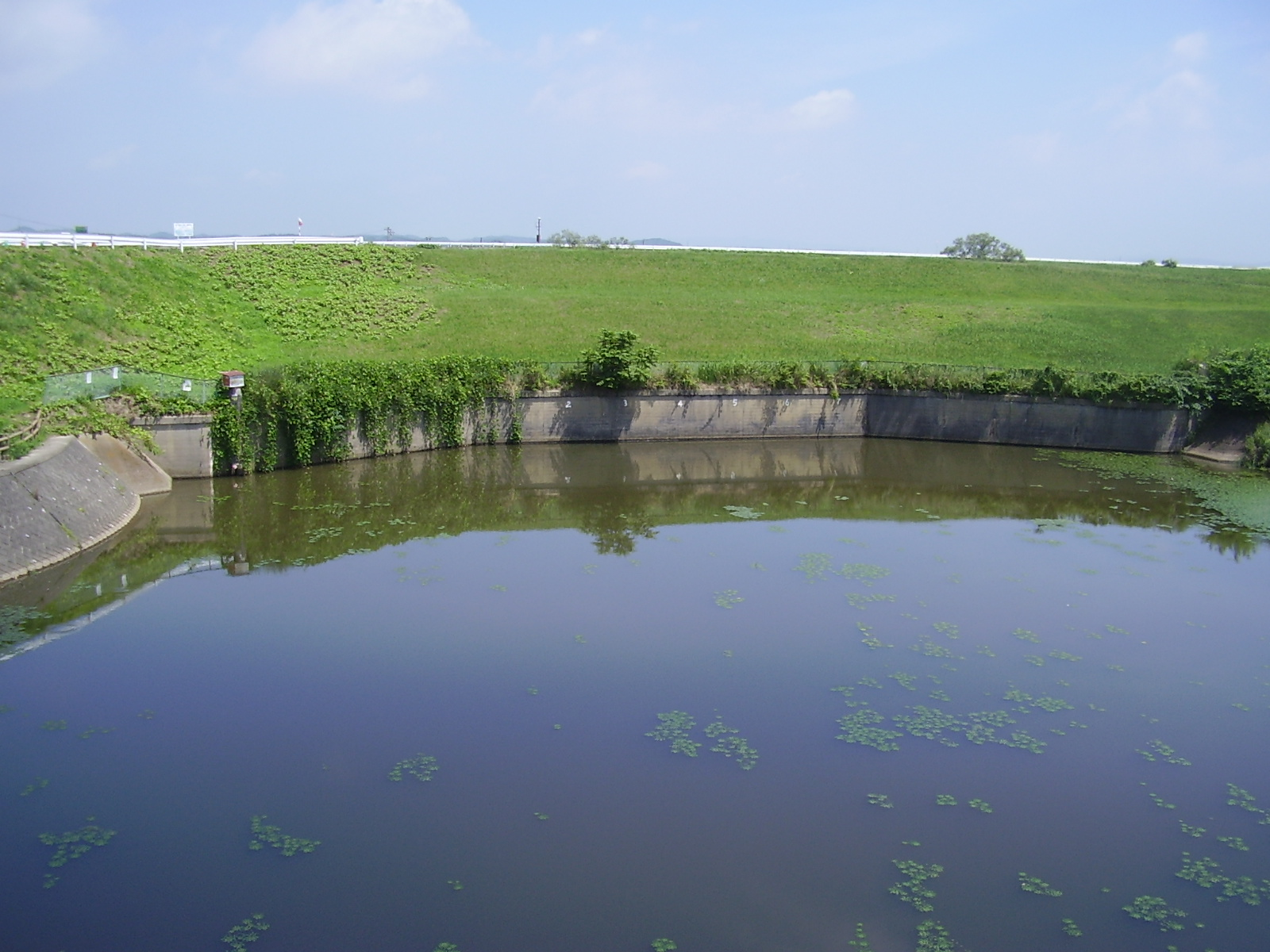
南側からみた吉田川サイフォンの穴尻（流出口）。水路の番号が1番から7番まで振られている。高城川・明治潜穴を通じて松島湾に排水する。（2011年8月9日）

明治潜穴の完成後も、吉田川等の増水による洪水被害が続いた。そこで1915年（大正5年）、吉田川の流れを品井沼から切り離す河川改修工事を開始した。
1925年（大正14年）から1941年（昭和16年）にかけて、鳴瀬川吉田川背割堤防と呼ばれる堤防を築き、品井沼と分離する改修工事が国の直轄事業として実施された。この堤防は鳴瀬川吉田川背割堤防と呼ばれ、鳴瀬川と吉田川の流路を旧合流点から海岸近く（北緯38度22分58秒 東経141度10分12秒 / 北緯38.38278度 東経141.17000度）まで分離し、鳴瀬川が増水した際に品井沼干拓地へ逆流することの防止を目的としている。
1932年（昭和7年）から1934年（昭和9年）にかけては、北部から流れる鶴田川を伏越管渠（サイフォン）式の排水路で吉田川の下に潜らせ、潜穴への流路である高城川につなぐ工事が実施された。この排水路は吉田川サイフォンあるいは幡谷（はたや）サイフォンと呼ばれる。サイフォンは鉄筋コンクリート造りの7連管で、管の内法寸法は高さ3.0 m、幅2.6 mで、竣工時の長さは103.8 mであった。サイフォン入口には12.7 mの水叩と幅3 m、深さ1 mの土砂沈殿池を設置し、サイフォン出口には9.9 mの水叩を設けた。
その後、1947年（昭和22年）のカスリーン台風と1948年（昭和23年）のアイオン台風の復旧工事で吉田川が拡幅され、それに伴いサイフォンの管も150.8 mに増築された。その後さらに増築され、2011年現在の全延長は200 mである。
（北緯38度26分22.77秒 東経141度04分07.18秒 / 北緯38.4396583度 東経141.0686611度）

### その後
1935年（昭和10年）、吉田川改修およびサイフォン設置工事が竣工。1940年（昭和15年）には吉田川改修の最終工事である鳴瀬川吉田川背割堤防が完成し、吉田川および鶴田川が現在と同じ流れになった。
第二次世界大戦直後は戦後の食料不足もあり、国営事業として緊急開拓事業が行われ、192町歩が新たに干拓された。その後、各所排水路拡張工事や堤防工事が行われ、1977年（昭和52年）に干拓事業終了宣言が出された。

## 現状
2011年（平成23年）現在、品井沼は完全に消滅し、鹿島台小学校付近が緊急遊水地地域として指定されている以外は、痕跡はほとんど存在しない。
旧品井沼付近は宮城県中部の重要穀倉地帯となっているが、減反政策による休耕田や耕作放棄地域が出ている。宮城県は稲作の代替手段として大豆等の転作を推進している。また、東日本大震災で被災した宮城県沿岸部の農地の代替地として、品井沼付近の休耕地、耕作放棄地域の再活用を検討している。
かつて品井沼に直接注いでいた吉田川は、沼の南側に拡がる丘陵地帯のすそ野を縫うように流れ、松島湾手前で鳴瀬川に合流するように改修されている。同じく鶴田川は旧品井沼中心部を流れ、吉田川サイフォンで吉田川の下を潜った後に明治潜穴につながり、高城川となって松島湾に注いでいる。また、小川閘門は鹿島台小学校の校門として再活用されている。

### 旧品井沼周辺ため池群
旧品井沼付近にはため池がいくつか残っている。1993年（平成5年）には鹿島台桂沢ため池で、宮城県内では既に絶滅したとみられていたシナイモツゴが再発見された。これらのため池は2001年（平成13年）12月、環境省により「旧品井沼周辺ため池群」として日本の重要湿地500に選定された。

### 小川閘門門扉の保存

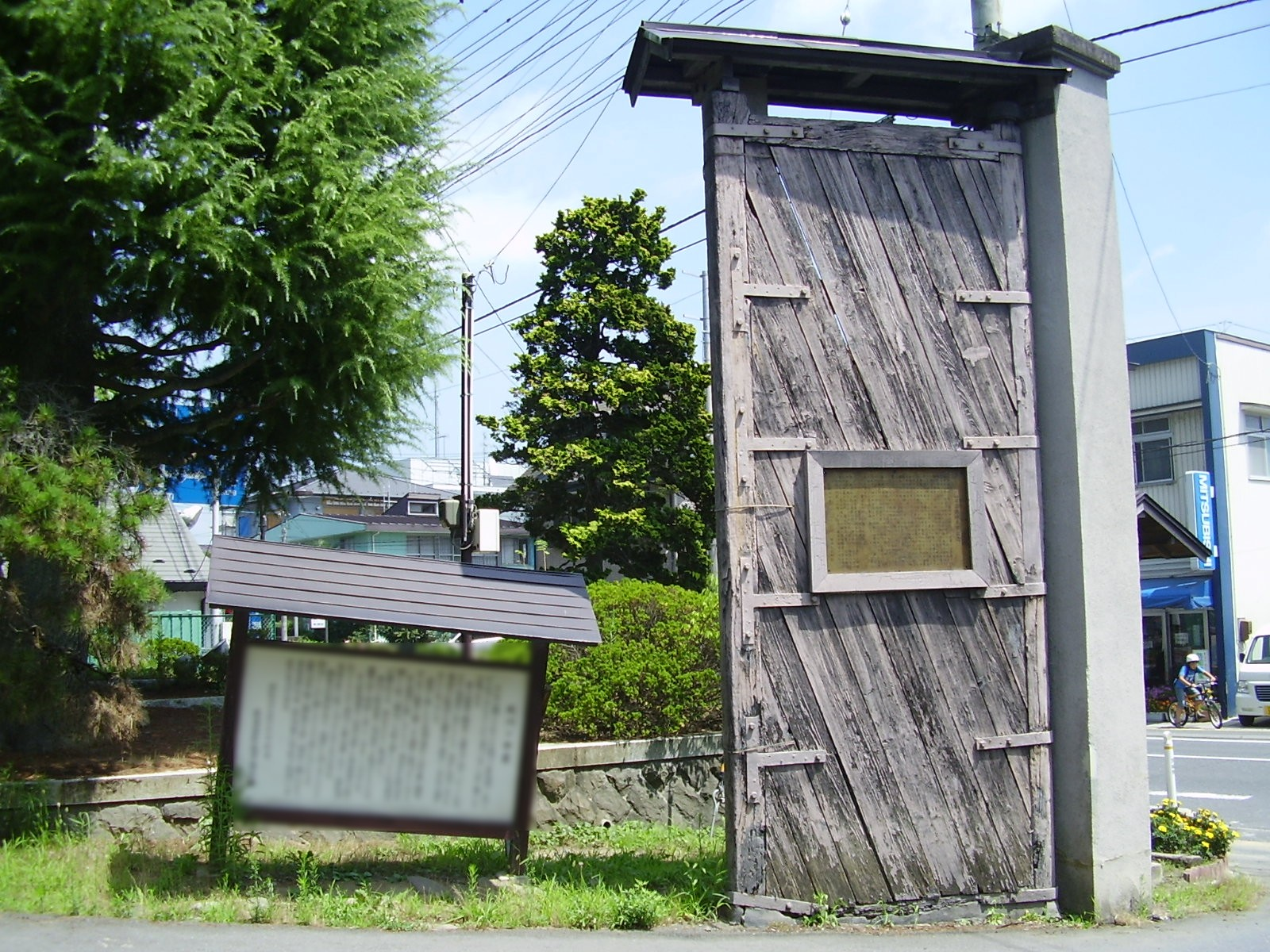
大崎市立鹿島台小学校の校門は、かつての小川閘門の名残である（2011年8月9日撮影）。

1930年（昭和5年）10月13日、鹿島台村村長鎌田三之助の全額寄付により、小川閘門の門扉2扉が鹿島台小学校の校門として移築された（北緯38度28分46秒 東経141度05分48秒 / 北緯38.47944度 東経141.09667度）
。また1935年（昭和10年）6月30日、鹿島台小学校の裏手にあったカヤの神木を小学校の校庭に移植した際、周囲の積み石に小川閘門の礎石が再利用された。

### 土木学会選奨土木遺産の認定
2007年（平成19年）、品井沼の干拓事業に伴う元禄潜穴、明治潜穴、堤防、サイフォン等が、土木学会より「品井沼干拓関連施設」として土木学会選奨土木遺産に認定された。

### 品井沼干拓資料館
2008年（平成20年）3月29日、元禄潜穴入口の傍に品井沼干拓資料館が建設された。品井沼干拓事業に関する歴史資料が展示されており、利用には松島町教育委員会に申請書を提出する必要がある。（北緯38度25分36秒 東経141度04分27秒 / 北緯38.42667度 東経141.07417度）

## 元禄潜穴の工事にまつわる伝承

### お墓山
元禄潜穴は1698年（元禄11年）8月15日に落成の予定であり、落成式には仙台藩主伊達綱村も出向くことになっていた。しかし、落成前日の夜半から暴風雨になり、当日の朝には品井沼一面に濁水があふれた。工事の総監督である大越喜右衛門と役人らは、排水の現場を藩主に見せることができないばかりか、藩主の身にも危険が及ぶことを案じ、急遽式を延期することを決定し、仙台城へ早馬を飛ばした。しかし綱村はすでに仙台城を出発していたため、喜右衛門と部下6名は藩主を迷わせた罪の責任を負い、藩主の成敗を待たずに自刃した。後日、付近の人々の手で幡谷の山頂（現在の長松園森林公園町民の森）に土饅頭として埋葬され、この地は「お墓山」と呼ばれるようになった。

### おまん地蔵
松島町根廻蒜沢に「おまん地蔵」と呼ばれる地蔵尊が祀られている（北緯38度24分46.3秒 東経141度4分21.1秒 / 北緯38.412861度 東経141.072528度）。享保年代に行われた第1回目の改修工事で、費用の見込み違いから人夫賃の支払いができなくなった人夫頭が、潜穴の中央部に人夫を集めて慰労名目の祝宴を開いた。そして祝宴中に潜穴に水を流して人夫たちを溺死させた。その場には「おまん」と呼ばれる16歳の娘も加わっており、後日娘の親族がその菩提を弔うためにこの地蔵尊を祀ったといわれている。

## 明治潜穴公園
明治潜穴公園は宮城県松島町にある公園である。(北緯38度25分14秒 東経141度03分34秒 / 北緯38.420450度 東経141.059508度)元禄時代からの治水の歴史を学ぶ拠点として1993年(平成5年)に開園した。公園の北側に1910年(明治43年)に完成した明治潜穴の穴頭(呑口=流入口)がある。三陸道松島北インターチェンジから国道346号で2.8km。